# フォルクスワーゲン・タイプ15
タイプ15はフォルクスワーゲン・タイプ1をベースにカルマンが製作した4シーターのカブリオレ。
1949年から1980年1月まで生産された。1970年8月より新世代の1302型をベースとし、1972年8月より1303型ベースとなる。1975年7月に1303型タイプ1セダンの製造は中止されていたがカブリオレだけは1303型をベースにカルマンによって継続された。カルマンはまだ続けたがっていたがフォルクスワーゲンがゴルフカブリオレを世に出したかったため終了を決定した。ドイツ製タイプ1セダンは1978年1月に生産終了していたため、ドイツ製タイプ1としても最後の1台であった。1303LSベースでリアウインドウには熱線が入っていた。総生産台数332,000台。
1型と同列の15型ではなく、1型における「5」という意味であり15は1型のカルマン製カブリオレであることを表す。3桁の詳細仕様では151は左ハンドル、152は右ハンドル、153が左ハンドル北米仕様となる。

## 関連車種
- フォルクスワーゲン・タイプ14 - ヘブミュラー製2シーターカブリオレ、フォルクスワーゲンはカブリオレの4シーターをカルマン、2シーターをヘブミュラーに依頼した。
- フォルクスワーゲン・タイプ18（1948年発売） - タイプ15の警察仕様で、ドイツ警察仕様とオーストリア警察仕様があり、製造はヘブミュラー、カルマン、パプラー、アウストロ＝タトラの4社が担当、1951年まで生産された。
- VWカルマンギアカブリオレ（1957年9月発売） - カロッツェリア・ギアがデザインしカルマンが製造した。フォルクスワーゲン・タイプ1ベースのタイプ14として、製造中止された1974年3月までに80,899台生産された。